# Traité de Bayonne (1995)
Pour les articles homonymes, voir Traité de Bayonne.
Le traité de Bayonne du 10 mars 1995, est un traité entre la France et l'Espagne, relatif à la coopération transfrontalière entre collectivités territoriales. Il s’applique, du côté français, aux régions de Nouvelle-Aquitaine et d'Occitanie, et du côté espagnol, aux quatre communautés autonomes du Pays basque, de Navarre, d’Aragon et de Catalogne.

## Genèse
Le traité trouve son origine dans la Convention de Madrid du 21 mai 1980. Il est le résultat de la collaboration diplomatique entre les autorités françaises et espagnoles initiées, entre autres, durant le séminaire ministériel des 16 et 17 septembre 1994 de la Celle-Saint-Cloud, et de l’échange de lettres entre ministres des Affaires étrangères intervenu à l’occasion du sommet franco-espagnol de Foix, le 21 octobre 1994.
Dès le 4 novembre 1983, la Communauté de travail des Pyrénées est créée. Elle réunit les régions françaises frontalières des Pyrénées, Aquitaine, Languedoc-Roussillon et Midi-Pyrénées, ainsi que les communautés autonomes espagnoles du sud de la frontière, Aragon, Catalogne, Pays basque et Navarre.
Le traité est signé à Bayonne le 10 mars 1995 et entre en vigueur le 24 février 1997, n’étant publié officiellement en Espagne que le 10 mars 1997,. Il est étendu à la Principauté d’Andorre le 16 février 2010.

## Conséquences
Le traité de 1995 a rendu possible la création, en 1998, du consorcio Bidasoa-Txingudi, structure de droit espagnol (consorcio) regroupant les communes d'Irun et Fontarrabie au Guipuscoa (Espagne) et la commune française d'Hendaye (Pyrénées-Atlantiques).
En 2005, la Communauté de travail des Pyrénées a aussi adopté ce statut de consorcio  ou communauté transfrontalière de collectivités.

## Nouvelles régions en France
Depuis la signature de ce traité de Bayonne le 10 mars 1995, les trois régions françaises concernées ont vu leur périmètre modifié par un nouveau découpage régional, qui est entré en vigueur en France le 1er janvier 2016. Les régions Midi-Pyrénées et Languedoc-Roussillon ont fusionné en une seule région Occitanie, qui garde le même périmètre total. Par contre, la région Aquitaine a doublé de taille en fusionnant avec les régions Limousin et Poitou-Charentes et est devenue la région Nouvelle-Aquitaine.